# Oscar Nuccio
Oscar Nuccio (Brindisi, 9 luglio 1931 – Rieti, 23 aprile 2004) è stato un economista italiano e storico del pensiero economico.

## Biografia
Ha insegnato storia del pensiero economico nelle facoltà di scienze politiche dell'Università di Pisa, dell'Università degli Studi di Teramo e dell'Università degli studi "La Sapienza" di Roma, senza che gli fosse riconosciuta mai la cattedra.
Ha scritto oltre 200 pubblicazioni scientifiche, pubblicate tra il 1957 e il 2008, interessandosi alla nascita del pensiero economico italiano e alle reciproche influenze con quanto elaborato altrove sugli stessi temi. Cattolico praticante, ha contrastato la tesi di Max Weber, sostenendo che la radice dello spirito del capitalismo non sia da ricercare nella riforma protestante, ma nella reazione da parte dei giuristi e degli umanisti civili alla concezione ierocratica basata sulle Sacre Scritture elaborata dalla scolastica. Questa tesi è esposta in particolare nell'opera del 1999 (Addio all'etica protestante).
L'opera più importante è stata Il pensiero economico italiano, in tre volumi (sette tomi), che tratta i secoli dall'XI al XVIII e ottenne nel 1985 il "Premio Saint-Vincent per l'economia" (sezione opere). L'opera è stata sintetizzata nelle 700 pagine della Storia del pensiero economico italiano (come storia della genesi dello spirito capitalistico), pubblicata postuma nel 2008 dalla Luiss University Press, di cui è disponibile anche una versione in lingua inglese. Nel 1987 il suo studio Epistemologia economica: il ruolo dei concetti di «natura» e di «diritto naturale» nella genesi dell'economia economica ha ottenuto il "Premio del settantacinquennale" bandito dalla Rivista di politica economica. Ha scritto inoltre uno studio sui Falsi e luoghi comuni della storia. L'equazione «Etica protestante-spirito del capitalismo», edito nel 2000 presso l'editore Alberti.
L'autore ha anche curato la ristampa anastatica di circa trenta classici della ottocentesca collezione Scrittori classici italiani di economia politica, o Collezione Custodi (in cinquanta volumi).

### Scritti di Storia del pensiero economico
- 1) Barone, Enrico, voce nel Dizionario Biografico degli Italiani, Roma, 1964, volume IV, pp. 449–451.

- 2) Intorno alla ristampa della Raccolta degli Scrittori classici italiani di economia politica del Custodi, in «Rivista Bancaria», settembre-ottobre 1965, pp. 475–477.

- 3) Bellitti Giacinto, in Dizionario Biografico degli Italiani, Roma, 1965, volume VII, pp. 747–748.

- 4) Antonio Serra, in Scrittori classici italiani di economia politica (ristampa anastatica a cura di O. Nuccio), parte antica, tomo primo, Roma, 1965, pp. LXXXI.

- 5) Gian Donato Turbolo, in Scrittori classici, cit., parte antica, tomo primo, Roma, 1965, pp. LXXXIII-CXXVI

- 6) Bernardo Davanzati, in Scrittori classici, cit., parte antica, tomo secondo, Roma, 1965, pp I-LIV.

- 7) Gasparo Scaruffi, in Scrittori classici, parte antica, tomo secondo, Roma, 1965, pp. LVXCIX.

- 8) Geminiano Montanari, in Scrittori classici, cit., parte antica, tomo terzo, Roma, 1965, pp I-LXI.

- 9) Carlo Antonio Broggia, in Scrittori classici, cit., parte antica, tomo quarto, Roma, 1965, pp. I-LXXXII.

- 10) Pompeo Neri, in Scrittori classici, cit., parte antica, tomo settimo, Roma, 1965, pp. I-CXI.

- 11) Sallustio Antonio Bandini, in Scrittori classici, cit., parte moderna, tomo primo, Roma, 1966, pp I-XCV.

- 12) Francesco Algarotti, in Scrittori classici, cit., parte moderna, tomo primo, Roma, 1966, pp. XCII-CXIX.

- 13) Girolamo Belloni, in Scrittori classici, cit., parte moderna, tomo secondo, Roma, 1966, pp. I-LXXXVI.

- 14) Gian Francesco Pagnini, in Scrittori classici, cit., parte moderna, tomo secondo, Roma, 1966, pp. LXXXVII-CLXII.

- 15) Antonio Genovesi, in Scrittori classici, cit., parte moderna, tomo decimo, Roma, 1966, pp I-CLXXXIV.

- 16) Cesare Beccaria, in Scrittori classici, cit., parte moderna, tomo dodicesimo, Roma, 1966, pp. I-CXCIV.

- 17) Gianrinaldio Carli, in Scrittori classici, cit., parte moderna, tomo quattordicesimo, Roma, 1966, pp. I-CLVI.

- 18) Pietro Verri, in Scrittori classici, cit., parte moderna, tomo diciassettesimo, Roma, 1966. pp. I - CLXXVI.

- 19) Antonio Zanon, in Scrittori classici, cit., parte moderna, tomo diciannovesimo, Roma, 1966, pp. I-LXXI.

- 2O) Ferdinando Paoletti, in Scrittori classici, cit., parte moderna, tomo venticinquesimo, Roma, 1966, pp. I-LXVIII.

- 21) Filippo Briganti, in Scrittori classici, cit., parte moderna, tomo ventinovesimo, Roma, 1967, pp. I-L.

- 22) Gianbattista Gherardo d'Arco, in Scrittori classici, cit., parte moderna, tomo trentunesimo, Roma, 1967, pp. I-LVIII.

- 23) Gaetano Filangieri, in Scrittori classici, cit., parte moderna, tomo trentaduesimo, Roma, 1967, pp. I-LXIX.

- 24) Francesco Mengotti, in Scrittori classici, cit., parte moderna, tomo trentatreesimo, Roma, 1967, pp. I-XL.

- 25) Melchiorre Delfico, in Scrittori classici, cit., parte moderna, tomo trentanovesimo, Roma, 1967, pp. I-XXXII.

- 26) Giambattista Corniani, in Scrittori classici, cit, parte moderna, tomo trentanovesimo, Roma 1967, pp. XXXIII-LXVII.

- 27) Maurice Solera, in Scrittori classici, cit., parte moderna, tomo trentanovesimo, Roma, 1967, pp. LXIX-LXXXI.

- 28) Domenico Di Gennaro, in Scrittori classici, cit., parte moderna, tomo quarantesimo, Roma, 1967, pp. I-XXXIV.

- 29) Il significato del “Breve Trattato” di Antonio Serra, in «Rivista storica del Mezzogiorno», 1967, pp. 25 (riprodotto nel volume di cui al numero 60).

- 30) Domenico Caracciolo, in Scrittori classici, cit., parte moderna, tomo quarantesimo, Roma, 1967, pp. XXXV-LXXII.

- 31) Saverio Scrofani, in Scrittori classici, cit., parte moderna, tomo quarantesimo, Roma, 1967, pp LXXVIII-XCIC.

- 32) Lodovico Ricci, in Scrittori classici, op. cit., tomo quarantunesimo, pp. I-XXXIII.

- 33) Ferdinando Galiani, in Scrittori classici, cit., parte moderna, tomo sesto, Roma, 1967, pp. I-LXXXIII.

- 34) Giuseppe Palmieri, in Scrittori classici, cit., parte moderna, tomo trentottesimo, Roma, 1968, pp. I-XXXII.

- 35) La “Dixme Royale” del Maresciallo di Vauban, introduzione alla ristampa anastatica, a cura di O. Nuccio, de La Dixme Royale, Roma, 1968, pp. 16.

- 36) Giammaria Ortes, in Scrittori classici, cit., parte moderna, tomo ventisettesimo, Roma, 1968, pp. I-LXIV.

- 37) Di un plagio passato inosservato di Francesco Milizia “economista”, in «Studi Romani», 1968, pp. 14. (Riprodotto nel volume di cui al numero 60).

- 38) Enunciazioni della teoria quantitativa della moneta da Davanzati alla seconda metà del secolo scorso, in «Rivista Bancaria-Minerva Bancaria», 1968, pp. 50. (Ristampato nell'opera di cui al numero 60).

- 39) Henry Lloyd. Un precursore poco conosciuto dell'economia matematica, introduzione alla ristampa anastatica, a cura di O. Nuccio, dell'Essay on the Theory of Money di H. L., Roma, 1968, pp. 14.

- 40) Giambattista Vasco, in Scrittori classici, cit., parte moderna, tomo trentacinquesimo, Roma, 1969, pp. I-XXXVII.

- 41) Antoine-Auguste Walras. Un precursore in economia politica, introduzione alla ristampa anastatica, a cura di O. Nuccio, della Théorie de la richesse sociale di A.-A. W., Roma, 1969, pp. 24.

- 42) Un riformatore anglicano: Thomas Chalmers, in «Idea», 1969.

- 43) Giammaria Ortes, introduzione a G. Ortes, Economia Nazionale, Milano, 1971, pp. 45.

- 44) Agricoltura e società europea, in «L'Italia Agricola», 1972, pp. 18.

- 45) Economisti e riformisti meridionali del ‘700, Roma, 1972 (sono sostanzialmente riprodotti gli studi di cui ai numeri 9, 15, 23, 25, 33.

- 46) Copernico economista, in «Il Giornale d'Italia», marzo 1973.

- 47) Evoluzione della teoria della rendita da Serra a Ricardo, in «Annali della Facoltà di Scienze Politiche della Università di Pisa», 1973, pp. 34 (riprodotto nel volume di cui al numero 60).

- 48) “Legge di Gresham” o “Legge di Copernico”?, «Rivista Bancaria-Minerva Bancaria», gennaio 1974, pp. 36 (riprodotto nel volume di cui al numero 60).

- 49) Economisti italiani del XVIII secolo, Roma, 1974 (raccolta degli studi di cui ai numeri 15, 18, 24, 33).

- 5O) La presunta “conversione” di Simonde de' Sismondi, in «Rivista di Politica Economica», aprile 1974, pp. 36 (riprodotto nel volume di cui al numero 60).

- 51) Copernico, Trattato della Moneta, traduzione latina, in «Rivista Bancaria-Minerva Bancaria», 1975, pp. 36 (riprodotto nel volume di cui al numero 60).

- 52) La neutralità della scienza economica nel pensiero di A. De Viti De Marco, in «Rivista di Politica Economica», ottobre 1979, pp. 46 (riprodotto nel volume di cui al numero 60).

- 53) Natura e dimensione del capitale nel pensiero di U. Ricci, in «Rivista Bancaria-Minerva Bancaria», 1975, pp. 36 (riprodotto nel volume di cui al numero 60).

- 54) La teoria ricardiana dei costi comparati e l'analisi di Pareto e Barone sui vantaggi degli scambi internazionali, in Fatti e Idee di storia economica nei secoli XII-XX. Studi dedicati a Franco Borlandi, Bologna, 1976, pp. 22.

- 55) La concezione “motivazionale” del lavoro nella letteratura pre-smithiana, in Studi in memoria di Federigo Melis, Napoli, 1978, vol. V., pp. 23 (riprodotto nel volume di cui al numero 60).

- 56) Benjamin Constant: l'economia politica e la scoperta della società industriale, in «Rivista di Politica Economica», luglio 1978, pp. 45 (riprodotto nel volume di cui al numero 60).

- 57) Alberto de' Stefani maestro d'economia, in «Il Tempo», 15 gennaio 1979.

- 58) La precettistica economica di Leone Pascoli (1674-1744), in «Studi Romani», luglio-settembre 1979, pp. 22.

- 59) Nota per una storia dell'“Industrialismo”: il contributo di F. Mengotti (1749-183O), in «Rivista di Politica Economica», ottobre 1979, pp. 20.

- 6O) Introduzione al volume Investigazioni nella storia del pensiero economico, Roma 1980. (Raccolta degli studi di cui ai numeri 29, 37, 38, 47, 50, 51, 52, 53, 55, 56).

- 61) L'homo oeconomicus di Poggio Bracciolini (nel VI centenario della nascita), in «Rivista di Politica Economica», giugno 1980, pp. 44.

- 62) L'analisi ferrariana del salario e il rifiuto della teoria classica del “residuo”, in «Rivista di Politica Economica», febbraio 1981, pp. 44.

- 63) Alessandro III e la formazione del “ierocratismo economico”, in: Atti del Convegno di studi su Alessandro III nell'VIII centenario della morte, Civita Castellana, 30 ottobre 1981.

- 64) Una questione attuale di alcuni secoli: la indicizzazione (breve excursus storico-analitico), in «Rivista di Politica Economica», novembre 1981, pp. 34.

- 65) Le sorgenti medievali ed italiane del razionalismo economico (Critiche ed indicazioni di metodologia storica), in «Rivista di Politica Economica», giugno 1983, pp. 70. - Traduzione inglese in «Rivista di Politica Economica. - Selected Papers».

- 66) “Vizi privati” e “pubblici benefici”. Il paradosso mandeviliano nelle opere dei mercanti-scrittori del Medio Evo italiano, in «Rivista di Politica Economica», aprile 1984, pp. 49.

- 67) Visite in soffitta: questioni e teorie monetarie “antico-moderne”, in «Notiziario Economico Bresciano», 1984, pp. 19.

- 68) La genesi del razionalismo economico, costituisce la prima parte (pp. 1–680) del primo tomo del primo volume (sottotitolato Le Fonti. 1050-1450. L'etica laica e la formazione dello spirito economico) de Il pensiero economico italiano, Sassari, Gallizzi, 1984. A tale primo tomo - pur non presentato a concorso né dall'autore né dall'editore - fu assegnato per autonoma decisione della Commissione il “Premio Saint Vincent” - Sezione Opere - 1985. In esso sono trattati e studiati analiticamente, molti per la prima volta in sede di storia del pensiero economico, i seguenti autori:
  - 68.1) Gregorio VII, pp. 821–834.
  - 68.2) Pier Damiani, pp. 835–850.
  - 68.3) Anselmo da Lucca, pp. 851–858.
  - 68.4) Bonizone di Sutri, pp. 859–866.
  - 68.5) Anselmo d'Aosta, pp. 867–878.
  - 68.6) Bruno di Segni, pp. 879–884.
  - 68.7) Irnerio, pp. 885–902.
  - 68.8) Graziano, pp. 903–920.
  - 68.9) Paucapalea, pp. 921–928.
  - 68.10) Pietro Lombardo, pp. 929–938.
  - 68.11) Martino Gosia, pp. 939–950.
  - 68.12) Bulgaro, pp. 951–960.
  - 68.13) Vacario, pp. 961–968.
  - 68.14) Rogerio, pp. 969–976.
  - 68.15) Rufino, pp. 977–988.
  - 68.16) Giovanni da Faenza, pp. 989–990.
  - 68.17) Simone da Bisignano, pp. 991–998.
  - 68.18) Alessandro III, pp. 999–1012.
  - 68.19) Sicardo, pp. 1013–1018.
  - 68.20) Urbano III, pp. 1019–1026.
  - 68.21) Piacentino, pp. 1027–1040.
  - 68.22) Uguccione da Pisa, pp. 1041–1052.
  - 68.23) Pillio da Medicina, pp. 1053–1069.

- 69) Introduzione al secondo tomo del primo volume de Il pensiero economico italiano, Sassari, Gallizzi, 1985; contiene gli studi o saggi o monografie [e non “schede” come definite da un commissario concorsuale al fine di esprimere il proprio parere contrario all'assegnazione della cattedra...] sui seguenti autori medievali:
  - 69.1) Bernardo da Parma, pp. 1098–1112.
  - 69.2) Azzone, pp. 1113–1142.
  - 69.3) Innocenzo III, pp. 1143–1178.
  - 69.4) Fibonacci Leonardo, pp. 1179–1186.
  - 69.5) Gregorio IX, pp. 1187–1206.
  - 69.6) Epifani Roffredo, pp. 1206–1219.
  - 69.7) Goffredo da Trani, pp. 1219–1238.
  - 69.8) Rolando da Cremona, pp. 1239–1268.
  - 69.9) Guido Faba, pp. 1269–1282.
  - 60.10) Albertano da Brescia, pp. 1283–1296.
  - 69.11) Innocenzo IV, pp. 1297–1324.
  - 69.12) Accursio, pp. 1325–1352.
  - 69.13) Bernardo da Parma, pp. 1353–1372.
  - 69.14) Odofredo, pp. 1373–1398.
  - 69.15) Enrico da Susa, pp. 1399–1438.
  - 69.16) Bonaventura da Bagnoregio, pp. 1439–1468.
  - 69.17) Tommaso d'Aquino, pp. 1469–1568.
  - 69.18) Monaldo, pp. pp. 1569–1582.
  - 69.19) Salimben de Adam, pp. 1583–1594.
  - 69.20) Bono Giamboni, pp. 1595–1606.
  - 69.21) Guittone d'Arezzo, 1607-1618.
  - 69.22) Jacopo da Varazze, pp. 1619–1636.
  - 69.23) Brunetto Latini, pp. 1637–1656.
  - 69.24) Bonifacio VIII, pp. 1657–1672.
  - 69.25) Jacopone da Todi, pp. 1673–1696.
  - 69.26) Giacomo da Viterbo, pp. 1697–1712.
  - 69.27) Giordano da Rivalto, pp. 1713–1734.
  - 69.28) Guido da Baisio, pp. 1735–1748.
  - 69.29) Bonvesin de la Riva, pp. 1749–1772.
  - 69.30) Cecco Angiolieri, pp. 1773–1792.
  - 69.31) Alessandro Bonini, pp. 1793–1812.
  - 69.32) Egidio Romano, pp. 1813–1832.
  - 69.33) Andrea d'Isernia, pp. 1833–1846.
  - 69.34) Remigio de' Girolami, pp. 1847–1878.
  - 69.35) Dante Alighieri, pp. 1879–1929.
  - 69.36) Tolomeo da Lucca, pp. 1921–1932.
  - 69.37) Astesano, pp. 1933–1940.
  - 69.38) Folgore da San Gimignano, pp. 1941–1950.
  - 69.39) Oldrado da Ponte, pp. 1951–1962.
  - 69.40) Cino da Pistoia, pp. 1963–1990.
  - 69.41) Marsilio da Padova, pp. 1991–2007.

- 70) Edificio economico ed artificio politico-economico. Economia e ideologia nell'opera di L. Amoroso, in «Rivista di Politica Economica», ag.-sett., 1985, pp. 56.

- 71) Dall'usura all'interesse: storia ideologica ed analitica d'una metamorfosi, in «Notiziario Economico Bresciano», agosto 1985, pp. 28–38.

- 72) Epistemologia economica: il ruolo dei concetti di “natura” e di “diritto naturale” nella genesi dell'economia politica, in «Rivista di Politica Economica», luglio 1986, pp. 79 (al saggio è stato assegnato il “Premio del Settantacinquennale” della «Rivista di Politica Economica»).

- 73) Un remoto precursore del calvinistico “spirito capitalistico”. Albertano da Brescia (sec. XIII)., in «Notiziario Economico Bresciano», settembre 1986.

- 74) Appunti di storia del pensiero economico, in V. Del Punta, Le basi dell'economia politica, Messina-Firenze, Casa Editrice Dell'Anna, 1986, pp. 411–434.

- 75) Sulla relazione genetica tra diritto naturale e scienze sociali: risposta a Bazzichi, «Rivista di Politica Economica», giugno 1987.

- 76) Mutazione umanistica dell'“avaritia”: da vizio teologico a virtù civile, in «Rivista di Politica Economica», giugno 1987.

- 77) I contributi di G. Montanari alla teoria del valore e della moneta (Nel terzo centenario della morte), in «Rivista di Politica Economica», dicembre 1987, pp. 14.

- 78) Introduzione al terzo tomo de Il pensiero economico italiano, Sassari, Gallizzi, 1987; sono contenuti studi sui seguenti autori:
  - 78.1) Bartolo da Sassoferrato, pp. 2037–2086.
  - 78.2) Francesco Petrarca, pp. 2087–2166.
  - 78.3) Giovanni Boccaccio, pp. 2167–2250.
  - 78.4) Baldo degli Ubaldi, pp. 2251–2308.
  - 78.5) Franco Sacchetti, pp. 2309–2342.
  - 78.6) Paolo da Certaldo, pp. 2343–2360.
  - 78.7) Guglielmo Centueri, pp. 2361–2424.
  - 78.8) Coluccio Salutati, pp. 2425–2458.
  - 78.9) Francesco Zabarella, pp. 2459–2490.
  - 78.10) Giovanni Morelli, pp. 2491–2524.
  - 78.11) Leonardo Bruni, pp. 2525–2572.
  - 78.12) Bernardino da Siena, pp. 2573–2684.
  - 78.13) Nicola de' Tedeschi, pp. 2685–2732.
  - 78.14) Antonino da Firenze, pp. 2733–2814.
  - 78.15) Lorenzo Valla, pp. 2815–2867.
  - 78.16) Giannozzo Manetti, pp. 2868–2898.
  - 78.17) Poggio Bracciolini, pp. 2899–2944.
  - 78.18) Leon Battista Alberti, pp. 2945–3002.
  - 78.19) Matteo Palmieri, pp. 3003–3038.

- 79) Teorie dell'interesse, della moneta e del valore negli “incunaboli” giuridici medievali, in «Rivista di Politica Economica», maggio 1988, pp. 97.

- 80) Rifiuto dello statalismo ed affermazione del liberalismo economico nell'opera di G. Filangieri (Ricorrendo il secondo centenario della morte), in «Rivista di Politica Economica», novembre.1988.

- 81) La rivincita dell'uomo naturale, in «Mondoperaio», marzo 1989.

- 82) L'“usura”: vicende dottrinali ed ideologiche dall'antichità alla vigilia dell'età moderna, in AA. VV., Per il quinto centenario del Monte di Pietà di Brescia (1489-1589), Brescia, 1989, pp. 33–77.

- 83) Diritto naturale e razionalità economica. Studi sulle origini medievali dello “spirito capitalistico”, Roma, 1989 (raccolta di studi di cui ai nn. 64, 135, 138, 65).

- 84) Attualità di una riedizione, in D. Rota (a cura di), Pietro Custodi. Tra rivoluzione e restaurazione, volume II: Atti del Primo Convegno Nazionale (1987), Lecco, 1989, pp. 223–242.

- 85) Genesi etica dell'«homo oeconomicus». Excursus storico su una questione misconosciuta, in S. Cipriani (a cura di), Nuove frontiere dell'etica economica, Roma, Ave, 1990, pp. 11–39.

- 86) Una questione riesaminata ex novo: il «parto dello spirito capitalistico», prima parte (pp. 33–275) del primo tomo del secondo volume (intitolato Le fonti. 1450-1750. Dall'umanesimo economico all'economia galileiana) ne Il pensiero economico italiano, Sassari, Gallizzi, 1991; il tomo contiene i seguenti studi:
  - 86.1) Benedetto Cotrugli. «Etica» e «profitto» del nobilitato uomo d'affari, pp. 277–345.
  - 86.2) Diomede Carafa. I problemi economici del nascente stato moderno, pp. 431–462.
  - 86.3) Bernardino da Feltre. Il conflitto dottrinale tra gli Ordini religiosi sui Monti di Pietà, pp. 463–586.
  - 86.4) Girolamo Savonarola. Il «rifiuto del mondo» dell'ultimo «campione omilèta» medievale, pp. 605–670.
  - 86.5) Giovanni (Gioviano) Pontano. Le morali virtù umanistiche del «bene vivere», pp. 671–714.
  - 86.6) Pandolfo Collenuccio. La «favola morale» del lavoro e del profitto, pp. 715

- 87) Introduzione al secondo tomo del secondo volume de Il pensiero economico italiano, Sassari, Gallizzi, 1992, pp. 815–820; contiene i seguenti studi:
  - 87.1) Niccolò Machiavelli. L'«egoismo disciplinato», pp. 831–890.
  - 87.2) Francesco Guicciardini. Finanza pubblica ed ordine sociale, pp. 893–938.
  - 87.3) Gasparo Scaruffi. Un progetto di unificazione monetaria internazionale, pp. 939–990.
  - 87.4) Paolo Paruta. Difesa e conservaz. dei valori dell'uman. econ. negli aa della rif. trident., pp. 991–1066.
  - 87.5) Bernardo Davanzati. Valore moneta cambi nel dibattito dei secoli XVI-XVII, pp. 1067–1158.
  - 87.6) Antonio Serra. Questioni monet. e pol. di sviluppo econ. in regime di ordine e di libertà, pp. 1265–1340.
  - 87.7) Giovanni Botero. Politica e precettistica economica del medievalismo controriformistico, pp. 1341–1408.
  - 87.8) Tommaso Campanella. Comunismo petrinologico ed eutopia teocosmopolitica, pp. 1409–1540.
  - 87.9) Geminiano Montanari. Eredità galileiana ed uso sociale della scienza, pp. 1541–1618.
  - 87.10) Paolo Mattia Doria. «Platonismo galileizzante» ed «economia reale», pp. 1619–1695.

- 88) Il pendolo della storia «Sud-Nord» «Nord-Sud» (Una questione riesaminata ex novo: il «parto dello spirito capitalistico»), Sassari, Gallizzi, 1993.

- 89) Introduzione all'opera di Albertano da Brescia, Sermo Januensis, traduzione e note a cura di O. Nuccio, Brescia, 1994, pp. 64.

- 90) L'“uomo tutto” di Albertano (Le radici dell'umanesimo civile nei trattati e nei sermoni), in Atti del Convegno “progetto Radici” - Albertano Gli Statuti Le Arti e i Mestieri - (Brescia, maggio 1994), pubblicati dal Comune di Brescia - Assessorato alla Cultura, 1996.

- 91) Tommaso Campanella teologo “caricaturato”. «Sol typus Christi»: chiave di lettura del dialogo poetico, in «Sociologia», 1994, n. 1/2.

- 92) Le origini della «partita doppia», in: «Giornale di Brescia», 1995.

- 93) La civiltà italiana nella formazione della scienza economica, Milano, Etaslibri, 1995, pp. 275

- 94) Albertano da Brescia: epistemologia dell'«azione umana» e morale laica dell'«utile» nel '200 italiano, in «Sociologia», 1996, n. 2/3.

- 95) Misinterpretazioni ed equivoci nella teoria dell'interesse, in «Rassegna economica» (Banco di Napoli), n. 2, aprile-giugno 1996.

- 96) Origini e funzioni dei Monti di Pietà: “rivelazione divina” o prioritaria intuizione umanistica?, in «Rivista Bancaria-Minerva Bancaria», settembre-ottobre 1996.

- 97) Albertano da Brescia: razionalismo economico ed epistemologia dell'“azione umana” nel ‘200 italiano, Roma, edizione a cura del Dipartimento di Teoria Economica e Metodi Quantitativi per le Scelte Politiche, Università degli Studi, La Sapienza, 1996.

- 98) Il «mondo della fantasia» di Max Weber: «Etica protestante e spirito del capitalismo, in Scritti in onore di Giuseppe Vedovato, volume III, Contributi, pp. 187-200 (Biblioteca della «Rivista di Studi Politici Internazionali», fuori serie, Firenze, 1997).

- 99) La campanelliana “Città del Sole”: utopia o, piuttosto, introduzione razionale al “mistero della fede”?, in «Siamo la Chiesa» (Parrocchia S. Antonio da Padova, Tricase), 1997, gennaio-aprile, pp. 22–32.

- 100) (In collaborazione con Paolo Savona), Macchine, lavoro e reddito in Europa dalla rivoluzione industriale al post-produttivo, in L'Europa dei popoli, Roma, Editalia, 1997, pp. 137–171.

- 101) (In collaborazione con Gabriele Damiani), Economia e finanza dalla fine del mondo antico all'età moderna, ibidem, pp. 201–241.

- 102) Interesse ed usura: Ricostruzione “da zero” di dottrine ed ideologie con particolare riferimento al passaggio dalla romanità al medioevo, in F. Spinelli (a cura di), Interesse, usura e legge antiusura. Atti del Convegno “Usura: etica, norma ed evidenza del reato nel Bresciano”, Brescia, 3 dicembre 1998, Brescia, Banca Lombarda, 1999, pp. 5–143.

- 103) (In collaborazione con F. Spinelli), Il primato storico dell'imprenditore italiano. Nota sulla nobilitazione umanistica dell'uomo d'affari, Brescia, Gruppo Editoriale Delfo. 1998; riprodotto in «Economia Italiana» (Banca di Roma), n. 1, 2000.

- 104) Umberto Ricci: ricordo di un grande economista liberale, in «Rivista italiana di economia demografia e statistica», vol LIII, n. 3, luglio-settembre 1999, pp. 47–62.

- 105) Alfredo Codacci Pisanelli. Discorsi parlamentari (1897-1925), in O. Nuccio (a cura di), Alfredo Codacci Pisanelli. Atti parlamentari per le “Puglie” la “Terra d'Otranto” il “Capo di Leuca” (1897-1925), Presentazione di Carlo Alberto Cerfeda, Prefazione di Vittorio Aymone, Tricase, «Le Stelle di “Nuove Opinioni”», 1999, pp. 17-94.

- 106) L'impegno meridionalistico di un salentino di adozione [A.Codacci Pisanelli], in «Siamo la Chiesa» (Tricase), gennaio-aprile 1999, pp. 69–75.

- 107) Celso Mancini. Interprete del riformismo cattolico: aspetti del pensiero politico e sociale, in AA. VV., La seconda chiesa matrice di Tricase nel Sei-settecento. Convegno di Studi. Tricase, 19 giugno 1999, Galatina, Mario Congedo Editore, 2001.

- 108) Falsi e Luoghi Comuni della Storia, Arezzo, Alberti & C. Editori, I edizione: febbraio 2000, II edizione: giugno 2000.

- 109) «Fisiocrati» i canonisti medievali o difensori del ruolo dell'agricoltura nel sistema feudo-fondiario?, in Agricoltura e diritto. Scritti in onore di Emilio Romagnoli, Milano, Giuffrè Editore, 2000, volume primo, pp. 161–173.

- 110) Moneta Capitale Interesse nell'opera di Baldo degli Ubaldi (nel VI centenario della morte), in «Rivista Bancaria-Minerva Bancaria»), luglio-agosto 2000, pp. 23–41.

- 111) «Senza profitto dei Monti». Errore sostenere che Leone X ne legittimò l'interesse, in «Rivista Bancaria-Minerva Bancaria», settembre-ottobre, 2001.

- 112) Idee e problemi economici tra Cinque e Seicento a Napoli e in Spagna, in L. De Rosa (a cura di), I banchi pubblici napoletani nella cultura e nella società del loro tempo (1450-1650). Il Banco dei Poveri nel IV centenario della sua nascita, Atti del Convegno internazionale, Napoli, dicembre, 2001, Napoli, Istituto Banco di Napoli. Fondazione, 2002.

- 113) Giovanni Botero: primo anticipatore di Malthus e «fondatore di una scuola economica» o poligrafo e plagiario?, in «Rivista italiana di economia demografia e statistica», 2002.

- 114) Arte, economia e coscienza civile. Il contesto economico-culturale della fioritura artistica nei comuni italiani dal XII al XVI secolo, in Arte e finanza all'alba dell'economia moderna, a cura di A. Paolucci, Roma, Retablo, 2002.

- 115) Addio all'«Etica protestante». Umanesimo civile ed individualismo economico nella letteratura italiana: da Albertano ad Alberti, Roma, Casa Editrice Universitaria degli Studi La Sapienza. 2003.

- 116) Il pensiero economico italiano. Volume III: Il Settecento. Da Muratori a Mengotti, Roma, Mediocredito Centrale, 2003 (due tomi).

- 117) Chiesa e denaro tra XVI e XVIII secolo, in U. Dovere (a cura di), Chiesa e denaro tra Cinquecento e Settecento, Atti del XIII Convegno di studio dell'Associazione Italiana dei Professori di Storia della Chiesa, Aosta, 9-13 settembre 2003, Cuneo, Edizioni San Paolo, 2004.

- 118) Epistemologia della «azione umana» e razionalismo economico nel Duecento italiano, Torino, Effatà Editrice, 2005.

- 119) La storia del pensiero economico italiano (Come storia della genesi dello spirito capitalistico), Roma, Luiss University Press, 2008.

- 120) A History of the Italian Economic Thought (As a Genesis of the Capitalistic Spirit), Rome, Luiss University Press, 2008.

### Analisi di opere, recensioni, articoli di giornali, note
- 121) Roma moderna (recensione), in «Studi Romani», 1957, pp. 597–602.

- 122) Agli educatori italiani, in «La scienza nuova», Roma, marzo 1958.

- 123) Roma nel Quattro e Cinquecento, in «Studi Romani», a. VI, n. 4, 1958, pp. 466–470.

- 124) I critici degli ideali del 1789, in «Corriere del Giorno» (Taranto), 27 giugno 1959.

- 125) San Lorenzo da Brindisi, in «Corriere del Giorno» (Taranto), agosto 1961.

- 126) Roma alla fine dei secoli XIV e XV, in «Studi Romani», gennaio-febbraio. 1962, pp. 67–73.

- 127) Cinqucento romano, in «Studi Romani», maggio-giugno, 1962, pp. 307–319.

- 128) Recensione a: A. De Pietri Tonelli, Economia e Politica. Scritti vari, Padova, 1963, in «Rivista Bancaria», marzo-aprile 1963, pp. 193–195.

- 129) Recensione a F. Morley, The necessary conditions for a free society, Princeton, 1963, in «Rivista Bancaria», maggio-giugno 1963, pp. 303–305.

- 130) Analisi dell'opera di D. Gabor, Il Paradisio artificiale della tecnologia, Milano, 1966, in «Futuribili», n. 1, 1967, pp. 108–112.

- 131) Recensione ad AA. VV., La recherche scientifique. L'Etat et la Société, ‘Prospective ', n. 12, 1965, ibidem, pp. 114–116.

- 132) Analisi dell'opera di B. De Jouvenel, L'arte della congettura, Firenze, 1967, ibidem, n. 3, maggio 1968, pp. 113–116.

- 133) Recensione a L. Mumford, In nome della ragione, Milano, 1966, ibidem, pp. 116–117.

- 134) Recensione di “Futures”. The Journal of Forecasting and Planning, vol. I, n. 1, ibidem, n. 5, novembre 1968.

- 135) Recensione ad AA. VV., The Conscience of the City, numero monografico di “Daedalus”, autunno 1968, ibidem, n. 6, gennaio 1969, pp. 107–110.

- 136) Recensione a S. Doglio-B. Valle, Europa senza domani?, Torino, 1968, ibidem, pp. 110–111.

- 137) Recensione a G. Nebbia, Risorse naturali e merci. Un contributo alla tecnologia sociale, Bari, 1968, ibidem, pp. 111–112.

- 138) Il «Piano 2000» della Fondazione Europea della Cultura, ibidem, n. 9-10, aprile-maggio 1969, pp. 116–120.

- 139) Recensione a J. Aranguren, Sociologia della comunicazione, Milano, 1967, ibidem, pp. 133–135.

- 140) L'evoluzione della «qualità» della popolazione italiana, attiva e passiva, negli anni ‘70, ibidem, n. 12, luglio 1969, pp 73-77.

- 141) I dirigenti di fronte alla nuova società, ibidem, pp. 78-81.

- 142) Symposium on the International Regime of the Sea-Bed, Roma, 30 giugno-5 luglio 1969, ibidem, n. 13-14, agosto-settembre 1969, pp. 113, 117.

- 143) Analisi dell'opera di K. Boulding, Il significato del XX secolo. Verso una società post-civile, Milano, 1969, ibidem, n. 13-14, agosto-settembre 1969, pp. 119- 123.

- 144) Analisi dell'opera di L. Bacci-F. Pilloton, Popolazione e forze di lavoro delle regioni italiane al 1981, Milano, 1968, ibidem, pp. 123-127.

- 145) Recensione a G. Bonuzzi, Questa, la grande fame, Bologna, 1969, ibidem, pp. 127-128.

- 146) Recensione a J. Jacobs, Vita e morte delle grandi città, Torino, 1969, ibidem, pp. 128-130.

- 147) Analisi dell'opera di G. La Volpe, Convenienza economica collettiva e attività pubblica dell'economia. Scritti scelti, Padova, 1987, in «Rivista di Politica Economica», gennaio 1988, pp. 107–1O9.

- 148) Analisi dell'opera di M. Novak, Lo spirito del capitalismo democratico e il cristianesimo, Roma, Studium, 1987, ibidem, pp. 110–113.

- 149) Recensione a G. Baglioni-C. Squarzon (a cura di), Stato politica economica e relazioni industriali in Europa, Milano, 1987, ibidem, pp. 113–114.

- 150) Recensione a S. Carrubba-D. Da Empoli, Scelte pubbliche. Costi della politica e controllo democratico, Firenze, 1984, ibidem, pp. 114–116.

- 151) Recensione a E. Del Bosco, Germania economica. La RFT nel contesto internazionale, Roma, 1987, ibidem, pp. 116–117.

- 152) Recensione a G. Stefani (a cura di), Mercato comune e neoprotezionismo. Aspetti economici giuridici e fiscali, Padova, 1987, ibidem, pp. 118–119.

- 153) Analisi dell'opera di G. Querini, Risorse naturali, ambiente e crescita industriale, Roma, 1987, rivista citata, febbraio 1988, pp. 255–258.

- 154) Analisi dell'opera di P. Trupia, Logica e linguaggio della politica. Introduzione di G. Urbani, Milano, 1986, ibidem, pp. 258.262.

- 155) Recensione ad ASSEFOR, Nuove imprese. Una risorsa strategica dell'economia italiana, Rimini, 1987, ibidem, pp. 262–263.

- 156) Recensione a C. Cazzola- A. Perrucci (a cura di), Strutture economiche e dinamiche dell'occupazione. L'interazione fra i fattori di domanda e di offerta, Firenze, 1987, ibidem, pp. 263–264.

- 157) Recensione a Giordani-Sturzo, Un ponte tra due generazioni. Carteggio (1924-1958), Cariplo, 1986, ibidem, pp. 264–265.

- 158) Recensione a G. Tucci, Trasporto e regolamentazione economica. Struttura e riforma nel settore aereo, Milano, 1987, ibidem, pp. 265–266.

- 159) Analisi dell'opera di G. Gandolfo-F. Marzano (a cura di), Keynesian theory planning models and quantitative economics. Essays in memory of Vittorio Marrama, Milano, voll. I-II, rivista citata, aprile 1988, pp. 529–533.

- 160) Analisi dell'opera di L. Lenti, L'economia degli anni ‘8O. Un parziale ritorno all'ordine dopo la crisi degli anni ‘6O; che fare e come fare in Italia nel prossimo decennio, Milano, 1988, ibidem, pp. 533–536.

- 161) Recensione a H. Armstrong-J. Taylor, Economia e politica regionale, Milano, 1987, ibidem, pp. 536–538.

- 162) Recensione a L. Einaudi, La guerra e l'unità europea, Firenze, 1984, ibidem, pp. 538–540.

- 163) Recensione a R. Leoni, Le teorie economiche dell'offerta di lavoro. Modelli teorici e verifiche empiriche, Firenze, 1987, ibidem, pp. 54O-541.

- 164) Recensione a G. Maltinti-A. Petretto (a cura di), Finanziamento ed efficienza della spesa pubblica locale, Torino, 1987, ibidem, pp. 541–542.

- 165) Analisi dell'opera di P. Antonello, Investimenti in macchine e prodotto per ora lavorata nell'economia italiana 1960-1982, Milano, 1987, rivista citata, maggio 1988, pp. 669–662.

- 166) Analisi dell'opera di A. Martino, Noi e il Fisco. La crescita della fiscalità arbitraria: cause, conseguenze, rimedi, Pordenone, 1987, ibidem, pp. 662–666.

- 167) Recensione a P. Busetta, Le ricerche del reddito per microaree, Milano, 1987, ibidem, pp. 666–667.

- 168) Recensione a S. Sassi, La vita di una banca attraverso i suoi bilanci. Il Banco di Roma dal 1880 al 1933, Bologna, 1986, ibidem, pp. 668–670.

- 169) Recensione a Y. Tolonen, On macroeconomic consequences of trade with centrally planned economies, Turku, 1986, ibidem, pp. 670–671.

- 170) Analisi dell'opera di R. Ricci-F. Colombini, La finanza delle medie e piccole aziende, Milano, 1987, rivista citata, giugno 1988, pp. 779–782.

- 171) Analisi dell'opera di D. Rota, Pietro Custodi. La figura e l'opera. Scritti memorialistici, Lecco, 1987, ibidem, pp. 783–786.

- 172) Recensione a Banca d'Italia, L'agricoltura italiana. Quadro economico, integrazione negli scambi internazionali e politica d'intervento, Roma, 1987, ibidem, pp. 786–787.

- 173) Recensione a I. Musu, Dalla micro alla macroeconomia, Roma, 1987, ibidem, 787-789.

- 174) Recensione a P. Roggi, Scelte politiche e teorie economiche in Italia nel quarantennio repubblicano, Torino, 1987, ibidem, pp. 789–79O.

- 175) Analisi dell'opera di J. K. Galbraith, Storia dell'economia. Il passato come presente, Milano, 1988, rivista citata, luglio 1988, pp. 921–925.

- 176) Analisi dell'opera di F. Parrillo (a cura di), Efficienza e stabilità dei sistemi finanziari: un raffronto internazionale, Roma 1988, ibidem, pp. 925–928.

- 177) Recensione ad AA. VV., La struttura produttiva agricola: analisi, rilevazione, evoluzione, Bari, 1987, ibidem, pp. 929–93O.

- 178) Recensione a S. Margarita-P. Terna, Rassegna di strumenti informatici, Torino, 1988, ibidem, pp. 930–932.

- 179) Recensione a D. Salvatore, International Economics, New York, 1987, ibidem, pp. 932–933.

- 180) Recensione a G. Seravalli, Cooperazione e autogestione nel settore industriale, Roma, 1988, ibidem, pp. 933–935.

- 181) Analisi dell'opera del Centro Studi della Confindustria (a cura della), Stato ed economia. Istituzioni e sviluppo, Milano, 1988, rivista citata, agosto-sett. 1988, pp. 1053–1056.

- 182) Analisi dell'opera di F. Garbero, Macroeconomia e aspettative razionali. La logica dell'evoluzione teorica dagli anni 1930 ad oggi, Torino, 1987, ibidem, pp. 1056–1060.

- 183) Recensione a G. Brosio (a cura di), La spesa pubblica, Milano 1987, ibidem, pp. 1060–1062.

- 184) Recensione a S. Cavaciocchi (a cura di), I porti come impresa economica, Firenze, 1988, ibidem, pp. 1062–1063.

- 185) Recensione a F. Melis, La banca pisana e le origini della banca moderna, Firenze, 1987, ibidem, pp. 1063–1065.

- 186) Recensione ad A. Roncaglia, Schumpeter. È possibile una teoria dello sviluppo economico?, Arezzo, 1987, ibidem, pp. 1075–1067.

- 187) Analisi dell'opera di G. Becattini (a cura di), Mercato e forze locali: il distretto industriale, Bologna, Il Mulino, 1987, rivista citata, ottobre 1988, pp. 1185–1188.

- 188) Analisi dell'opera di I. M. Tugan-Baranowsky, Carta moneta e metallo, Napoli-Roma, 1987, ibidem, pp. 1188–1192.

- 189) Recensione a L. Campiglio, Saggi su distribuzione del reddito e occupazione in Italia, Milano, 1987, ibidem, pp. 1192–1194.

- 190) Recensione a R. Godwin-L.Punzo, The dynamics of a capitalist economy, Cambridge, 1987, ibidem, pp. 1194–1195.

- 191) Recensione a H. Gravelle-R. Rees, Microeconomia. Teoria. Strumenti. Scelte individuali e sociali, Milano, 1988, ibidem, pp. 1196–1197.

- 192) Recensione ad A. Guarducci (a cura di), Prodotto lordo e finanza pubblica. Secoli XII-XIX, Firenze, 1988, ibidem, pp. 1197–1199.

- 193) Analisi dell'opera di L. Pellicani, Saggio sulla genesi del capitalismo. Alle origini della modernità, Milano, 1988, rivista citata, novembre 1988, pp. 1283–1287.

- 194) Analisi dell'opera di V. Selan, Introduzione alle discipline economiche, Torino, 1988, ibidem, 1287-1291.

- 195) Recensione a F. Bettio, The sexual division of labor. The italian case, Oxford, 1988, ibidem, 1291-1293.

- 196) Recensione a M. L. Miranda (a cura di), G. Coquillart, Les droits Nouveaux, Roma, 1988, ibidem, pp. 1295–1296.

- 197) Recensione a M. Faliva, Econometria. Princìpi e Metodi, Torino, 1987, ibidem, pp. 1295–1296.

- 198) Recensione a A. Tramontana (a cura di), Problemi fiscali delle piccole imprese, Napoli, 1987, ibidem, pp. 1296–1297.

- 199) Analisi dell'opera AA. VV., Le cattedre di economia politica. La diffusione di una disciplina “sospetta” (1750-1900), Milano, 1988, rivista citata, dicembre 1988, pp. 1447–1450.

- 200) Analisi dell'opera AA. VV., Etica ed economia. Riflessioni dal versante dell'impresa, Milano, 1988, ibidem, pp. 1451–1454.

- 201) Recensione a C. Aiello (a cura di), Le prospettive di integrazione economica dell'agricoltura mediterranee, Roma, 1988, ibidem, pp. 1455–1456.

- 202) Recensione a R. Antinolfi, La teoria economica di J. K. Galbraith, Roma, 1988, ibidem, pp. 1456–1458.

- 203) Recensione a G. Farneti, Le decisioni di investimento nell'economia aziendale, Rimini, 1987, ibidem, pp. 1456–1458.

- 204) Recensione a A. Vassillo, Imposizione indiretta, sviluppo economico e stato democratico, Napoli, 1988, ibidem, pp. 1460–1461.

- 205) Analisi dell'opera di D. Bos et alii (a cura di), Welfare and efficiency in public economies, Heidelberg, 1988, rivista citata, gennaio 1989, pp. 141–147.

- 206) Recensione a E. Batstone, The reform of workplace industrial relations. Theory, mith and evidence, Oxford, 1988, ibidem, pp. 147–149.

- 207) Recensione ad A. S. Schuker, American “reparations” to Germany, 1919-1933, implications for the third-world debt crisis, Princeton (N.J.), 1988, ibidem, pp. 149–151.

- 208) Analisi dell'opera di S. Ricossa, Impariamo l'economia. Idee princìpi teorie, Milano, 1988, rivista citata, febbraio 1989, pp. 123–129.

- 209) Recensione ad A. Bruzzo, Economia e intervento pubblico. Analisi critica delle recenti tendenze neoloberiste, Padova, 1988, ibidem, pp. 129–130.

- 210) Recensione a G. Candela (a cura di), Contributi all'analisi economica del turismo, Bologna, 1988, ibidem, pp. 131–133.

- 211) Recensione a G. Vitaletti (a cura di), Le pensioni degli italiani, Venezia, 1988, ibidem, pp. 133–135.

- 212) Analisi dell'opera di C. Milana (a cura di), Ristrutturazione e produttività nei paesi industriali, Bologna, 1988, rivista citata, maggio 1989, pp. 172–176.

- 213) Analisi dell'opera di P. Trupia, La democrazia degli interessi. Lobby e decisione collettiva, Milano, 1989, ibidem, pp. 176–181.

- 214) Recensione a Banca d'Italia (Servizio Studi), Contributi all'analisi economica, n. 3, Roma, 1987, ibidem, pp. 182–183.

- 215) Recensione a M. Eufemi (a cura di), Nuove regole per la finanza pubblica. La riforma del bilancio dello Stato, Roma, Cinque Lune, ibidem, pp. 184–185.

- 216) Recensione a Phelps Brown, Egalitarianism and the generation of inequality, Clarendon Press, 1988, ibidem, pp. 185–186.

- 217) Un'etica per fare buoni profitti, in «Il Sole-24 Ore», 15 maggio 1994.

- 218) La via della perfetta mercatura, in «Giornale di Brescia», 17 maggio 1994.

- 219) Con Albertano alle radici dell'umanesimo civile. Un padre del razionalismo economico nella Brescia de XIII secolo, in «Giornale di Brescia», 20 maggio 1994.

- 220) Le origini della partita doppia, in «Giornale di Brescia», ….., 1995.

- 221) Contributo alla storia cittadina (finora fatta con due pesi e due misure), in «Nuove Opinioni» (Tricase, 25 maggio 1996).

- 222) Giuseppe Orlandi protagonista della “rivoluzione culturale” del ‘700, in «Nuove Opinioni», (Tricase, 26 giugno 1996).

- 223) Celestino Orlandi: consulente di Benedetto XIV (un economista da scoprire?), in «Nuove Opinioni», (Tricase, novembre 1996).

- 224) Coniugare gioco del lotto ed economia sociale. Una lezione, ancora valida, di A. Codacci Pisanelli, in «Nuove Opinioni» (Tricase, 30 novembre 1997).

- 225) (In collaborazione con Franco Spinelli), Lavorare meno (!) per lavorare tutti, in «Giornale di Brescia», 5 dicembre 1997.

- 226) (In collaborazione con Franco Spinelli), Quel Bertinotti del '700 (Nei secoli dei lumi il cattolico Ortes elaborò una teoria simile alle attuali 35 ore), ne «Il Sole-24 Ore», 26 gennaio 1998.

- 227) (In collaborazione con Franco Spinelli), Prudenza e cultura, virtù dell'Uomo nuovo, in «Giornale di Brescia», 12 giugno, 1998.

- 228) (In collaborazione con Franco Spinelli), Il mondo si modellò attorno al mercante, in «Giornale di Brescia», 13 giugno, 1998.

- 229) 80 anni fa: Francesco Rubichi commemorato da Alfredo Codacci Pisanelli, in «Nuove Opinioni» (Tricase, 30 luglio 1998).

- 230) (In collaborazione con Franco Spinelli), Il fondamento laico dell'etica capitalista, in «Giornale di Brescia», 1, 2 e 3 dicembre 1998.

- 231) L'impegno meridionalistico di un tricasino di adozione (A. Codacci Pisanelli), in «Siamo la Chiesa» (Tricase, gennaio-aprile 1999), pp. 69–75.

- 232) Fornomaggiore, Fornomaggio o Fornomascio e...dintorni, in «Nuove Opinioni» (Tricase, 29 agosto 1999).

- 233) Ubi sunt? (Dove sono le fonti della storia tricasina?), in «Nuove Opinioni» (Tricase, 30 novembre 1999).

- 234) Un tricasino “reo di stato” nella rivoluzione del 1799, in «Nuove Opinioni» (Tricase, 31 dicembre 1999).

- 235) Albertano: «La donna è migliore che l'oro». Dotata di un senno «più sottile» è il consigliere ideale, in «Giornale di Brescia», 17 gennaio 2000.

- 236) Una fonte della storia di Tricase. L'archivio dei Principi Gallone, in «Nuove Opinioni» (Tricase, 31 luglio 2001).

- 237) Sono 13 e non 12 quelli che dissero no al duce, in «Avvenire», 28 febbraio 2001.

- 238) Dodici (?) accademici “Signornò” al Duce, ne il «Corriere d'Arezzo», 6 maggio 2001.

- 239) I “signornò” al regime di Antonio De Viti De Marco, in «Nuove Opinioni» (Tricase, 30 maggio 2001).

- 240) Pol Pot a processo. Ma Campanella non c'entra, in «Avvenire», 14 agosto 2001.

- 241) Cento anni fa, l'Acait, in «Nuove Opinioni» (Tricase, 21 settembre 2001).

- 242) Fra Sant'Angelo e la psicoanalisi, ibidem.

- 243) E i teologi del '300 gridarono: anche i ricchi vanno in Paradiso, in «Avvenire», 21 settembre, 2001 (il titolo redazionale non rispecchia il contenuto dell'articolo).

- 244) Il diritto di voto degli Italiani all'estero. Idea costituzionale di Giuseppe Pisanelli giunta al traguardo cinquant'anni dopo, in «Siamo la Chiesa», a. XXX, n. 6, 2001.

- 245) Soluzioni alternative?, in «Nuove Opinioni» (Tricase, 29 novembre 2001).

- 246) I fans dell'Acait: retorici strombazzatori?, in «Nuove Opinioni» (Tricase, 22 dicembre 2001).

- 247) “La lingua dei soldi” fu parlata dai poeti toscani prima di Giovanni Calvino, ne «Il Corriere di Arezzo», 24 gennaio 2002.

- 248) Storia pittoresca dei Monti di Pietà. È mai possibile riciclare i soldi nell'acquasantiera?, ne «Il Corriere d'Arezzo», 8 luglio 2002.

- 249) Non è un'utopia il Sole di Campanella, in «Avvenire», 27 settembre, 2002.

| Controllo di autorità | VIAF (EN) 66543125 · ISNI (EN) 0000 0000 6125 5788 · SBN MILV032252 · BAV 495/70496 · LCCN (EN) n80098395 · GND (DE) 170316629 · BNE (ES) XX1434493 (data) · BNF (FR) cb12360855p (data) · J9U (EN, HE) 987007275411205171 · CONOR.SI (SL) 98060131 |